# NAC in het seizoen 1912/13
Op 19 september 1912 ontstond NAC uit de verenigingen NOAD en ADVENDO. Voor aanvang van het seizoen 1912/13 werd de ploeg ingedeeld in de toenmalige 2e Klasse Zuid. De thuiswedstrijden werden gespeeld op het terrein van de Nederlandse Bond van Lichamelijke Opvoeding. Deze locatie bevond zich aan het Wilhelminapark te Breda.
Voordat het seizoen begon speelde de club een oefenwedstrijd tegen Zeelandia, op 6 oktober 1912. Dit was de eerste wedstrijd van NAC. Over de uitslag en omstandigheden van dit duel is weinig bekend.
NAC startte de competitie op 3 november met een thuiswedstrijd tegen EMM uit Vlissingen. Dit duel werd met 0-2 verloren. Al snel bleek dat dit een voorbode zou zijn voor de rest van het seizoen: NAC bleek nog niet sterk genoeg om te imponeren en veel wedstrijden werden verloren. Het seizoen werd dan ook afgesloten op de zevende, en laatste, plaats.
Om degradatie te voorkomen moest de ploeg twee promotie/degradatiewedstrijden spelen tegen derdeklasser Den Berg uit Geertruidenberg. NAC bleek beter dan de tegenstander en wist beide duels winnend af te sluiten, waardoor de ploeg het volgende seizoen weer mocht aftrappen in de Tweede Klasse.
De eerste overwinning dat seizoen boekte NAC op een ietwat onwaardige manier. Op 9 maart 1913 stond de competitiewedstrijd NAC-MVVO op het programma. De tegenstander kwam echter niet opdagen, waarna de voetbalbond NAC een automatische 5-0-overwinning toekende.

## Wedstrijden Tweede Klasse Zuid
| datum            |              | uitslag |              | punten NAC |
| ---------------- | ------------ | ------- | ------------ | ---------- |
| 3 november 1912  | NAC          | 0-2     | EMM          | 0          |
| 10 november 1912 | Wilhelmina 2 | 6-2     | NAC          | 0          |
| 17 november 1912 | MVVO         | 11-1    | NAC          | 0          |
| 24 november 1912 | NAC          | 0-7     | 't Zesde     | 0          |
| 8 december 1912  | Zeelandia    | 7-0     | NAC Breda    | 0          |
| 5 januari 1913   | NAC          | 3-3     | Wilhelmina 2 | 1          |
| 16 februari 1913 | NAC          | 1-1     | Zeelandia    | 2          |
| 23 februari 1913 | Willem II    | 4-0     | NAC          | 2          |
| 2 maart 1913     | 't Zesde     | 1-1     | NAC          | 3          |
| 9 maart 1913     | NAC          | 5-0     | MVVO         | 5          |
| 30 maart 1913    | EMM          | 2-1     | NAC          | 5          |
| 1 mei 1913       | NAC          | 1-4     | Willem II    | 5          |

### Eindstand 2e Klasse Zuid
| nr. | club         | wedstrijden | punten |
| --- | ------------ | ----------- | ------ |
| 1.  | 't Zesde     | 12          | 22     |
| 2.  | Willem II    | 12          | 14     |
| 3.  | Zeelandia    | 12          | 12     |
| 4.  | EMM          | 12          | 12     |
| 5.  | Wilhelmina 2 | 12          | 11     |
| 6.  | MVVO         | 12          | 8      |
| 7.  | NAC          | 12          | 5      |

## Promotie/degradatiewedstrijden
| datum         |          | uitslag |          |
| ------------- | -------- | ------- | -------- |
| 13 april 1913 | NAC      | 3-2     | Den Berg |
| 20 april 1913 | Den Berg | 1-3     | NAC      |

Door de dubbele overwinning bleef NAC in de Tweede Klasse.